# Johann Ernst Emanuel Joseph von Harrach

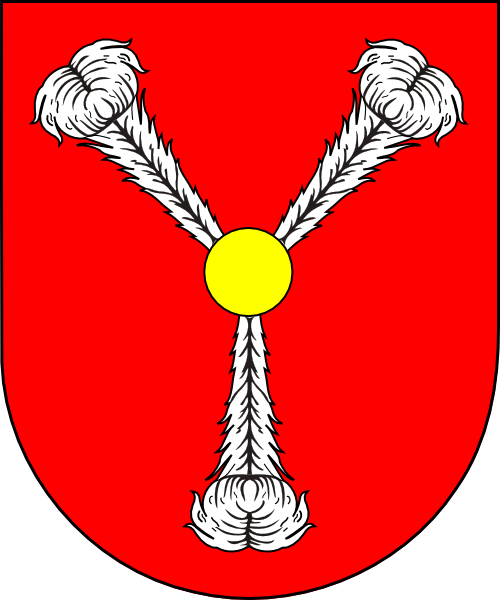
Wappen des Bischofs von Nitra

Johann Ernst Emanuel Joseph von Harrach (* 9. April 1705 in Wien; † 17. Dezember 1739 in Rom) war Bischof von Nitra.

## Leben
Johann Ernst Emanuel Joseph war das 7. Kind des Aloys Thomas Raimund von Harrach aus dessen zweiter Ehe mit Cäcilia von Thannhausen. Er war ein Neffe des Salzburger Fürsterzbischofs Franz Antons von Harrach. Johann Ernst wurde am 5. April 1733 zum Priester geweiht, war Propst zu Altbunzlau, Abt zu „Unserer lieben Frau Mariä“ in Dötmös, Domherr und Kapitular in Salzburg und Passau. Er bekleidete das Amt eines Kaiserlichen Geheimrats und wurde Kaiser Karls VI. bevollmächtigter Minister am Hl. Stuhl zu Rom. Am 30. September 1737 wurde er zum Bischof von Nitra bestellt. Konsekriert wurde er am 6. Oktober 1737 durch den Apostolischen Administrator von Fünfkirchen Alvarez Cienfuegos, SJ. Sein Grab befindet sich in der Kirche Santa Maria dell’Anima.

## Bild

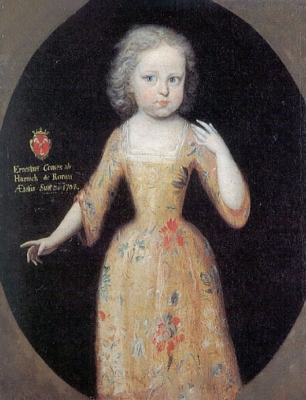
Kinderportrait 1708

Johann Ernst ist auf diesem Bild, das 1708 gemalt wurde, wie alle anderen kleinen Knaben seiner Zeit, wie ein Mädchen gekleidet. Das geblümte goldfarbene Kleid ist mit einem tiefen Halsausschnitt versehen, und Johann Ernst trägt ein Fischbeinmieder. Nur die Inschrift und die Frisur verraten, dass es sich hier um einen Buben handelt.